# 帝国国策遂行要領
帝国国策遂行要領（ていこくこくさくすいこうようりょう） は、1941年（昭和16年）9月6日第3次近衛内閣時に御前会議において決定された大日本帝国国策。また、同年11月5日東條内閣時に御前会議において再決定された国策（甲案乙案含む）もいう。

## 経緯
1941年（昭和16年）8月のアメリカ対日石油輸出全面禁止を受け、アメリカ・イギリスに対する最低限の要求内容を定め、交渉期限を10月上旬に区切り、この時までに要求が受け入れられない場合、アメリカ・オランダ・イギリスに対する開戦方針が定められた。
しかし、9月6日の御前会議において、昭和天皇は開戦に反対しこの決定を拒否、あくまで外交により解決を図るよう命じた。その際、以下の明治天皇の御製が引用されている。
| 「 | 四方の海 みなはらからと思う世に など波風の立ち騒ぐらむ | 」 |

一般的にこの歌は軍部も政府に協力して外交に努力せよという意味だと解されている。
10月17日、東条英機を首班とした組閣にあたり、条件として白紙還元の御諚が発せられ、9月6日の決定が白紙に戻された。だが、東條は昭和天皇の眼前で、自らも参加して決定した帝国国策遂行要領を覆すことは不忠にあたるとの信念から、実際には白紙化は行われず、再検討という名目で、そのまま方針が引き継がれることとなった。11月5日、11月末日を交渉期限として引き続き外交交渉を行うとともに戦争の決意が盛り込まれた帝国国策遂行要領が御前会議で決定された。

## 昭和16年9月6日御前会議決定
昭和十六年九月六日御前会議決定
帝国は現下の急迫せる情勢特に米英蘭各国の執れる対日攻勢ソ連の情勢及帝国国力の弾撥性に鑑み「情勢の推移に伴う帝国国策要綱」中南方に対する施策を左記に依り遂行す
1. 帝国は自存自衛を全うする為対米（英蘭）戦争を辞せざる決意の下に概ね十月下旬を目途とし戦争準備を完整す
2. 帝国は右に並行して米英に対し外交の手段を尽して帝国の要求貫徹に努む対米（英）交渉に於て帝国の達成すべき最小限度の要求事項並に之に関連し帝国の約諾し得る限度は別紙の如し
3. 前号外交交渉に依り十月上旬頃に至るも尚我要求を貫徹し得る目途なき場合に於ては直ちに対米（英蘭）開戦を決意す対南方以外の施策は既定国策に基き之を行い特に米ソの対日連合戦線を結成せしめざるに勉む

別紙 

対米（英）交渉に於て帝国の達成すべき最小限度の要求事項並に之に関連し帝国の約諾し得る限度

第一　対米（英）交渉に於て帝国の達成すべき最小限度の要求事項

1. 米英は帝国の支那事変処理に容喙し又は之を妨害せざること
  1. 帝国の日支基本条約及日満支三国共同宣言に準拠し事変を解決せんとする企図を妨害せざること
  2. ビルマ公路を閉鎖し且蒋政権に対し軍事的並に経済的援助をなさざること

2. 米英は極東に於て帝国の国防を脅威するが如き行動に出でざること
  1. 日仏間の約定に基く日仏印間特殊関係を容認すること
  2. 泰、蘭印、支那及極東ソ領内に軍事的権益を設定せざること
  3. 極東に於ける兵備を現状以上に増強せざること

3. 米英は帝国の所要物資獲得に協力すること
  1. 帝国との通商を恢復し且南西太平洋に於ける両国領土より帝国の自存上緊要なる物資を帝国に供給すること
  2. 帝国と泰及蘭印との間の経済提携に付友好的に協力すること

第二　帝国の約諾し得る限度
第一に示す帝国の要求の応諾せらるるに於ては
1. 帝国は仏印を基地として支那を除く其の近接地域に武力進出をなさざること
2. 帝国は公正なる極東平和確立後仏領印度支那より撤兵する用意あること
3. 帝国は比島の中立を保証する用意あること

## 昭和16年11月5日御前会議決定
昭和十六年十一月五日御前会議決定
帝国は現下の危局を打開して自存自衛を完了し大東亜の新秩序を建設する為比の際対米英蘭戦争を決意し左記処置を採る
1. 武力発動の時期を十二月初旬と定め陸海軍は作戦準備を完整す
2. 対米交渉は別紙（甲案、乙案）に依り之を行う
3. 独伊との提携強化を図る
4. 武力発動の直前泰との間に軍事的緊密関係を樹立す
5. 対米交渉が十二月一日午前零時迄に成功せば武力発動を中止す

別紙
甲案
九月二十五日我方提案を左の通り緩和す
1.通商無差別問題
九月二十五日案にて到底妥結の見込みなき際は「日本国政府は無差別原則が全世界に適用せらるるものなるに於ては太平洋全地域即ち支那に於ても本原則の行わるることを承認す」と修正す
2.三国条約の解釈及履行問題
我方に於て自衛権の解釈を濫りに拡大する意図なきことを更に明瞭にすると共に三国条約の解釈及履行に関しては従来屢々説明せる如く帝国政府の自ら決定する所に依りて行動する次第にして此点は既に米国側の了承を得たるものなりと思考する旨を以て応酬す
3.撤兵問題
本件は左記の通り緩和す
A.支那に於ける駐兵及撤兵
支那事変の為支那に派遣せられたる日本国軍隊は北支及蒙疆の一定地域及び海南島に関しては日支間平和成立後所要期間駐屯すべく爾余の軍隊は平和成立と同時に日支間に別に定めらるる所に従い撤去を開始治安確立と共に二年以内に之を完了すべし
（註）所要時間に付米側より質問ありたる場合は概ね二十五年を目途ろするものなる旨を以て応酬するものとす
B.仏印に於ける駐兵及撤兵
日本国政府は仏領印度支那の領土主権を尊重す、現に仏領印度支那に派遣せられ居る日本国軍は支那事変にして解決するか又は公正なる極東平和の確立するに於ては直に之を撤去すべし、尚四原則に付ては之を日米間の正式妥結事項（了解案たると又は其他の声明なるとを問わず）中に包含せしむることは極力回避するものとす
乙案
1. 日米両国政府は孰れも仏印以外の南東亜細亜及南太平洋地域に武力的進出を行わざることを確約す
2. 日米両国政府は蘭領印度に於て其必要とする物資の獲得が保障せらるる様相互に協力するものとす
3. 日米両国政府は相互に通商関係を資産凍結前の状態に復帰すべし　米国政府は所要の石油の対日供給を約す
4. 米国政府は日支両国の和平に関する努力に支障を与うるが如き行動に出でざるべし

備考
1. 必要に応じ本取極成立せば南部仏印駐屯中の日本軍は北部に移駐するの用意あること並に日支間和平成立するか又は太平洋地域に於ける公正なる平和確立する上は前記日本軍隊を撤退すべき旨を約束し差支なし
2. 必要に応じては甲案中に包含せらるる通商無差別待遇に関する規定及三国条約の解釈及履行に関する既定を追加挿入するものとす